# Мальта (аеропорт)
Міжнародний аеропорт Мальти (англ. Malta International Airport) — єдиний міжнародний аеропорт на території Мальти. Розташований поблизу муніципалітету Лука, приблизно в 5 км на північний захід від столиці Валлетти. Перші аеродроми на Мальті мали військове призначення зважаючи на стратегічно важливе географічне положення острова. Цивільне авіасполучення почалося в 1920-тих роках.
Перший пасажирський термінал на летовищі Королівських військово-повітряних сил Великої Британії в Луа відкрився 31 березня 1958 року. У жовтні 1977 року була побудована нова злітно-посадкова смуга. Після здобуття незалежності від Великої Британії та виведення Королівських повітряних сил аеропорт був переданий місцевій владі в 1979 році. Плани з будівництва нового терміналу аеропорту з'явилися в 1987 році та були реалізовані в лютому 1992 року. Аеропорт є базою мальтійської авіакомпанії Air Malta, що здійснює рейси у різні міста Європи, Азії та Африки.

## Статистика
Див. джерело запитів Вікіданих та джерела.